# Frank Eger
Frank Eger (* 1959) ist Mitglied der SPD und war von 2001 bis 2014 Landrat des Landkreises Oldenburg. 
Im April 2012 geriet Eger in das Visier der niedersächsischen Justiz, die wegen möglicher Korruptionsdelikte gegen ihn ermittelt. Seit Januar 2014 war er offiziell krankgeschrieben, was in Zusammenhang mit einer Anklage wegen des Verdachts der Vorteilsnahme stand. Mit Anklageerhebung verzichtete er auf die erneute Kandidatur als Landrat für den Landkreis. Am 20. Oktober 2014 begann der Prozess gegen ihn am Oldenburger Landgericht wegen Vorteilsannahme in Höhe von insgesamt 130. 000 Euro. Am 19. Dezember 2014 verurteilte ihn das Landgericht Oldenburg zu einem Jahr und zehn Monaten bedingter Haftstrafe sowie zu einer Geldstrafe von € 40'000. Am 25. August 2015 wurde dieses Urteil nach Verwerfung von Egers Revision durch den Bundesgerichtshof rechtskräftig.

## Wahlergebnisse
Bei der ersten Direktwahl eines Landrates im Landkreis Oldenburg im Jahre 2001 setzte er sich in einer Stichwahl durch.
2001
Kommunalwahl 2001 – 9. September 2001
- Eger – SPD: 23.317 Stimmen (46,33 %)
- Dominke – CDU	16.693 Stimmen (33,17 %)
- Eilers – FDP 7.941 Stimmen (15,78 %)
- Bode – Einzelbewerber 2.370 Stimmen (4,71 %)

Stichwahl – 23. September 2001
- Eger – SPD: 16.954 Stimmen (58,14 %)
- Dominke – CDU: 12.203 Stimmen (41,85 %)

2006
Bei der zweiten Direktwahl am 10. September 2006 erhielt Frank Eger als Amtsinhaber 68,2 % der Stimmen, sein Gegenkandidat Gero von Daniels (CDU) erhielt 31,8 %.